# Evoken
Evoken é uma banda norte-americana de funeral doom metal originária de Lyndhurst, Nova  Jérsei,  que  é influenciada pela  banda australiana Disembowelment e a  banda finlandesa Thergothon. O nome da banda foi tirado de uma música da banda Thergothon, encontrada no álbum demo Fhtagn nagh Yog-Sothoth. 
O grupo foi fundado pelo guitarrista Nick Orlando sob o nome Funereus em abril de 1992. Foi com a formação original, Rob (baixo/vocal), Nick (guitarra), Phil (guitarra) e Vince (bateria), que eles gravaram o que viria a ser o único lançamento do Funereus, que foi um ensaio gravado em 1992. Após um breve período de tempo, eles mudaram o nome da banda para Asmodeus, mudança que teve efeito por um ano. No ano seguinte (1994) finalmente foi decidido o nome Evoken, depois de várias alterações na formação.  
Eles  encabeçaram o festival holandês "Dutch Doomsday Festival" em 2003, durante uma breve turnê europeia na Holanda, Bélgica e Reino Unido.
Evoken é uma das primeiras bandas dos EUA de doom/death metal que ainda estão ativos hoje junto com Novembers Doom e Sardonicous Rigor.
Evoken deixou a Avantgarde Music, da Itália, depois do terceiro lançamento com a gravadora e assinou com a I Hate, da Suécia, em Janeiro de 2007.

## Membros

### Membros atuais
- Vince Verkay- bateria (1992–presente)
- John Paradiso - guitarra/vocal (1994–presente)
- Don Zaros - teclado (2007–presente)
- Chris Molinari - guitarra (2008–presente)
- Dave Wagner - baixo (2008–presente)

### Ex-membros
- Phil Wilson - guitarra (1992)
- Rob Robichaud - baixo/vocal (1992–1993)
- Bill Manley - baixo (1994–1996)
- Dario Derna - teclado (1995–2002)
- Steve Moran - baixo (1996–2004)
- Denny Hahn - teclado (2003–2007)
- Charles Lamb - violoncelo (Sessão) (1998)
- Suzanne Bass - violoncelo (Sessão) (1999)
- Nick Orlando - guitarra (1992–2008)

## Discografia
Álbuns de estúdio
- Embrace the Emptiness (1998)
- Quietus (2001)[2]
- Antithesis of Light (2005)
- A Caress of the Void (2007)
- Atra Mors (2012)
- Hypnagogia (2018)

Demos
- Ensaio/Demo 1992 (Como Funereus)
- Shades of Night Descending (Demo, 1994)
- Shades of Night Descending (MCD, 1996)
- Demo Promo 1996
- Demo Promo 1997
- Promo Demo 2002